# سارية السواس
سارية السواس (1 مارس 1978 -)، مغنية سورية تنتمي للغجر.

## حياتها
بدأت الغناء منذ الطفولة حيث قدّمت وهي في سنّ السادسة أغنية «لا تلعب بالنار» في إحدى الحفلات التي نظمتها مدرستها. اشتهرت بنمط الأغاني الشعبية ومن أشهر أغانيها «بس اسمع مني».

## ألبوماتها
- ياشيخ - 2008
- الأسيرة - 2009
- بس اسمع مني - 2009
- الحق عليك - 2010
- ترجيتك - 2011
- عزني - 2011
- ما مليت - 2013